# Zr.Ms. Urk (1986)
De Zr.Ms. Urk was een Nederlandse mijnenjager van de Alkmaarklasse die vernoemd was naar het voormalige eiland Urk. De Urk droeg het naamsein M 861.
Het embleem is afgeleid van het gemeentewapen van Urk, dat een zilveren schelvis bevat.